# Лёфгрен, Йеспер
Йеспер Фредрик Лёфгрен (швед. Jesper Fredrik Löfgren; род. 3 мая 1997, Кальмар) — шведский футболист, защитник клуба «Юргорден».

## Клубная карьера
Начал заниматься футболом в «Халльторпе», затем выступал на юношеском уровне за «Кальмар». В начале 2014 года перешёл в «Нюбру» из третьего дивизиона. В его составе дебютировал во взрослом футболе 13 апреля в игре с «Эльмхультом». В общей сложности принял участие в 37 матчах и забил два мяча. В августе 2015 года перебрался в «Оскарсхамн», где провёл полтора года, прежде чем стать игроком «Карлскруны» в январе 2017 года.
В декабре 2017 года подписал контракт с «Мьельбю». Первую игру за новый клуб провёл 8 апреля 2018 года против «Хускварны» в первом туре нового сезона в первом дивизионе. В августе 2018 года подписал трёхлетний контракт с норвежским «Бранном», который начинал действовать с января 2019 года. Сезон Лёфгрен доиграл в «Мьельбю», который занял первую строчку в итоговой турнирной таблице и поднялся в Суперэттан. 5 июля 2019 года дебютировал в норвежском клубе в Элитсерии матчем с «Мьёндаленом», выйдя на поле в середине второго тайма. Вторую половину 2019 года провёл на правах аренды в «Мьельбю». Вместе с клубом по итогам года вышел в Алльсвенскан. В феврале 2020 года снова отправился в аренду в «Мьельбю». 15 июня в матче с «Мальмё» дебютировал в чемпионате Швеции.
31 марта 2021 года стал игроком «Юргордена», подписав с клубом контракт, рассчитанный на четыре года. Впервые за основной состав столичного клуба сыграл 4 апреля в полуфинальном поединке кубка страны с «Хаммарбю», заменив на 88-й минуте Эллиота Кека. Через неделю в матче первого тура с «Эльфсборгом» дебютировал за клуб в чемпионате Швеции.

## Достижения
Мьельбю:
- Победитель Суперэттана: 2019

## Клубная статистика
| Выступление      | Выступление      | Выступление      | Лига | Лига | Кубки | Кубки | Конт. кубки | Конт. кубки | Итого | Итого |
| Клуб             | Лига             | Сезон            | Игры | Голы | Игры  | Голы  | Игры        | Голы        | Игры  | Голы  |
| ---------------- | ---------------- | ---------------- | ---- | ---- | ----- | ----- | ----------- | ----------- | ----- | ----- |
| Нюбру            | Дивизион 3       | 2014             | 22   | 2    | 1     | 0     | 0           | 0           | 23    | 2     |
| Нюбру            | Дивизион 3       | 2015             | 14   | 0    | 0     | 0     | 0           | 0           | 14    | 0     |
| Нюбру            | Итого            | Итого            | 36   | 2    | 1     | 0     | 0           | 0           | 37    | 2     |
| Оскарсхамн       | Дивизион 1       | 2015             | 4    | 0    | 0     | 0     | 0           | 0           | 4     | 0     |
| Оскарсхамн       | Дивизион 1       | 2016             | 23   | 0    | 2     | 0     | 0           | 0           | 25    | 0     |
| Оскарсхамн       | Итого            | Итого            | 27   | 0    | 2     | 0     | 0           | 0           | 29    | 0     |
| Карлскруна       | Дивизион 1       | 2017             | 25   | 2    | 0     | 0     | 0           | 0           | 25    | 2     |
| Карлскруна       | Итого            | Итого            | 25   | 2    | 0     | 0     | 0           | 0           | 25    | 2     |
| Мьельбю          | Дивизион 1       | 2018             | 27   | 5    | 0     | 0     | 0           | 0           | 27    | 5     |
| Мьельбю          | Суперэттан       | 2019             | 12   | 3    | 0     | 0     | 0           | 0           | 12    | 3     |
| Мьельбю          | Алльсвенскан     | 2020             | 29   | 1    | 5     | 1     | 0           | 0           | 34    | 2     |
| Мьельбю          | Итого            | Итого            | 68   | 9    | 5     | 1     | 0           | 0           | 73    | 10    |
| Бранн            | Элитсерия        | 2019             | 1    | 0    | 0     | 0     | 0           | 0           | 1     | 0     |
| Бранн            | Итого            | Итого            | 1    | 0    | 0     | 0     | 0           | 0           | 1     | 0     |
| Юргорден         | Алльсвенскан     | 2021             | 24   | 1    | 2     | 0     | 0           | 0           | 26    | 1     |
| Юргорден         | Алльсвенскан     | 2022             | 5    | 0    | 2     | 0     | 0           | 0           | 7     | 0     |
| Юргорден         | Итого            | Итого            | 29   | 1    | 4     | 0     | 0           | 0           | 33    | 1     |
| Всего за карьеру | Всего за карьеру | Всего за карьеру | 186  | 14   | 12    | 1     | 0           | 0           | 198   | 15    |